# Jean Claude Darouy
Jean-Claude Darouy, francoski veslač, * 30. avgust 1944, Sablons, Gironde, Francija, † 8. avgust 2006, Lormont, Gironde.
Darouy je bil krmar za Francijo na Poletnih olimpijskih igrah 1964 v Tokiu.
V dvojcu s krmarjem je osvojil srebrno medaljo, v četvercu s krmarjem pa je osvojil četrto mesto.